# Thaumatoperla
Genre
Thaumatoperla est un genre d'insectes plécoptères de la famille des Eustheniidae.

## Distribution
Les espèces de ce genre sont endémiques d'Australie.

## Liste des genres
Selon Plecoptera Species File :
- Thaumatoperla alpina Burns & Neboiss, 1957
- Thaumatoperla flaveola Burns & Neboiss, 1957
- Thaumatoperla robusta Tillyard, 1921
- Thaumatoperla timmsi Zwick, 1979

## Publication originale
- Tillyard, R. J. 1921 : Revision of the family Eustheniidae (Order Perlaria) with descriptions of new genera and species. Proceedings of the Linnean Society of New South Wales, vol. 46, p. 221-236 (texte intégral)